# سانتيانا
«سانتيانّا» (Santiana)، «سانتي آنا»، «سانتيانا»، «سانتيانو»، «سانتي أنو» وغيرها من الأشكال المختلفة، هو النهمة (أهازيج البحر)، تشير عادةً إلى المكسيكي أنطونيو لوبيز دي سانتا آنا. تم إدراج الأغنية برقم 207 في قائمة أغاني روود الشعبية.

## أصل
ربما يكون موضوع النهمات (shanty) [بالنسبة للمكسيكيين]، الذي يعود تاريخه إلى خمسينيات القرن التاسع عشر على الأقل، مستوحى من الأحداث المحلية في الأخبار المتعلقة بالصراعات بين جيوش المكسيك، بقيادة أنطونيو لوبيز دي سانتا آنا، والولايات المتحدة، بقيادة زاكاري تايلور، في الحرب المكسيكية الأمريكية.
كلمات الأغاني ليست دقيقة من الناحية التاريخية: مثلًا، كانت كل من معركة مونتيري ومعركة مولينو ديل راي (نسخ مختلفة تشير إلى واحد أو آخر) انتصارات أمريكية، وليست مكسيكية. يظن البعض أن هذا التقليد كان بسبب البحارة البريطانيين، الذين هجروا سفنهم للانضمام إلى قوات سانتا آنا.

## كلمات
كما هو الحال مع العديد من النهمات، هناك العديد من النسخ المسجلة المختلفة بالكلمات والألحان، والتي ربما تكون قد تطورت على خطوط شحن معينة - وكان النهام الذين قادوا النهمات يشكلون نسخهم الخاصة أثناء سيرهم، والكثير منها لم يتم تسجيله الكثير مطلقًا.
النَّهام وجامع النهمات ستان هوغيل كتب أن «سانتيانّا» كانت في الأصل نهمة دفع، ولكن أصبحت نهمة شعبية رحوية كونه استبدلت السفن الخشبية بالحديدية في نموذج نداء واستجابة مشترك.
يوجد أدناه جزء من إحدى إصدارات هاغيل
المكالمة من النوع العادي والاستجابة بخط مائل.
أوو! فازت سانتيانا اليوم 
سانتيانا البعيدة!
وفازت سانتيانا اليوم
على طول سهول المكسيك!
فاز في مولي ديل ري* اليوم.
سانتيانا البعيدة
الجنرال تيلور هرب بعيدا
على طول سهول المكسيك
كل رجاله كانوا حقًا شجعانًا.
سانتيانا البعيدة
جندي شجاع وحقيقي أبدا
عبر سهول المكسيك
أوه سانتيانا قاتلت لأجل الشهرة
سانتيانا البعيدة
نالت سانتيانا اسمًا
على طول سهول المكسيك
* مونتيري أو مولينو ديل ري
يقول Hugill أن هناك العديد من النسخ للشعر، يتضمن: 
أول شعر:
دفع سحب سانتيانا
هوراي سانتيانا
وبعيدا سانتيانا
أولاد هوره، هوره هو
هوروو سانتي آنا
بعيدا سانتيانا
الشعرالثاني:
بعيدا ابعد، سرّع فك مرسى وابحر
كل ذلك في سهول المكسيك
دفع سحب، متجهون للمكسيك
عبر سهول المكسيك
على طول شط المكسيك
على طول سهول المكسيك
بضفاف وسهول المكسيك
حول خليج المكسيك
على طول سواحل المكسيك
في سهول المكسيك
نشر آلان لوماكس نسخة مختلفة تمامًا، سمعها من بحار يدعى جي إم هانت عام 1935
نبحر عبر النهر من ليفربول 
ادفع بعيدًا سانتي أنّو
حول كيب هورن لخليج فريسكو
على طول سهول المكسيك
جوقة
هيا نرفعها ولنذهب بعيدًا
ادفع بعيدًا سانتي أنّو
لنرفعها ونذهب بعيدًا
كل ذلك في سهول المكسيك
هي سفينة جزازة سريعة وطاقم جيد
ادفع بعيدًا، سانتي أنّو
تحت شرق الينكي لقبطانها معه
كل ذلك في سهول المكسيك
في الخمسينيات والستينيات من القرن الماضي، أصبحت النهمات شائعة كجزء من إحياء الموسيقى الشعبية الأمريكية وإحياء الفولكلور البريطاني، وأصبحت سانتيانا جزءًا من الذخيرة الموسيقية للموسيقيين بما في ذلك باول كلايتون   والأخوة كلانسي.
أحيانًا يكون هناك جوقة أو جسر إضافي بعد A.L. Lloyd :
المكسيك أووه مكسيك 
هورراي سانتي أنو
أوه يجب أن أذهب للمكسيك
على طول سهول المكسيك

## نسخ أخرى

### الأغلفة باللغة الإنجليزية
أحد النسخ الإنجليزية سجلتها أوديتا (1956) وكينغستون تريو (1958) تدور حول سفينة تغادر من ليفربول إلى كاليفورنيا «من الذهب الكثير، هكذا لي قد قيل، مَخرج في كاليفورنيا». ألبوم النساجون، النساجون في المنزل (1958) يصف رحلة من بوسطن إلى كاليفورنيا. من المحتمل أن تكون هذه الإصدارات حول حمى ذهب كاليفورنيا وتعتمد على نسخة لو ماكس.
تتضمن الموسيقى التصويرية للعبة بيلارز أف إترنتي 2: ديدفاير وغلافًا للأغنية المسماة Aim Spirente. كلماتها مماثلة لسانتيّانو الخاصة بِـهوغيز أوفراي، ولكن عُدِّلت لتتناسب مع تقاليد اللعبة. يمكن أيضًا العثور على كلمات الأغاني المكتوبة على قصاصة من الورق، كعنصر داخل اللعبة.
غطت فرقة أطول جونز (The Longest Johns) الأغنية في ألبومهم بين الرياح والماء، بالإضافة إلى غلاف مختلط بالفرنسية والإنجليزية مع جستين غلاميتش من فرقة سكالد (SKÁLD).
أصدرت مجموعة (El Pony Pisador) الشعبية الكتالونية اللغة غلافًا معدنيًا لسانتيانا باللغة الإنجليزية عام 2019.

### أغلفة بالفرنسية
سُجلتْ سانتيانو (Santiano)عام 1961 بواسطة هوغيز أوفراي وتُشير إلى سفينة تغادر حدود سانت مالو متجهة إلى سان فرانسيسكو، التي توصف بأنها مكان ثري. أصبحت شائعة للغاية وألهمت العديد من الإصدارات يتضمن ذلك البرنامج الواقعي ستار أكاديمي في عام 2005.

### الأغلفة في الويلزية
ُسُجل لسانتيانا بواسطة المغني الشعبي الويلزي ميك ستيفنز غلافًا باللغة الويلزية عام 1969. لم يطرح حتى عام 2002، عندها أُصدِّر في تجميعة (Disgwyl Rhywbeth Gwell i Ddod). تحتوي نسخة ستيفنز للأغنية على إشارات إلى الأحداث المعاصرة في ويلز مثل سجن جنود جيش ويلز الحرة في عام 1969. ألهم هذا الإصدار أيضًا نسخًا حديثة من الأغاني من قبل ألان غافي ورعاة الأبقار روهوس بوتونغ وإيوان روبرت وألاو.

### أغلفة بلغات أخرى
في عام 2008، سجلت الجمعية الشعبية الألمانية وِركرام بقيادة أكسل فرانك نسختها الخاصة للأصل الإنجليزي  باستخدام بعض التغييرات في الأبيات، والإشارة إلى جزيرة توري بدلاً من ليفربول، والتي ربما استوحيت من الإبحار في العاصفة إلى الشمال الغربي من ساحل أيرلندا والهجرة الأيرلندية التاريخية إلى أمريكا.
عام 2012، سجلت المجموعة الألمانية سانتيانو نسخة جديدة من هذه الأغنية. حققت الفرقة نجاحًا كبيرًا، وحصلت على صدى لألبومها الأول الذي يحوي سانتيانو بالإضافة إلى نهمات أخرى.
سجلت فرقة ميتوسا، وهي فرقة روك شعبية ألمانية، نسخة ألمانية من هذه النهمة تسمى «سنتيانو» والتي تظهر في ألبومها «بيراتِنسيل».
هناك نسخة نرويجية من هذه الأغنية عن رجل أبحر من كوبنهاغن إلى كريستيانساند والتقي بفتاة يقضي معها ليلة. ثم يتعين عليه السفر إلى الهند وعندما يصل، يستلم رسالة تفيد بأن صديقه النرويجي قد مات. لم يعد أبدًا إلى النرويج لأن آنا خاصته قد ماتت. تم تشكيل الأغنية بواسطة جوقة نهمة الجو العاصف.
هناك نسخة باللغة الأيسلندية، تسمى "Fulla ferð Santíanó" (أمام سانتيانو بالكامل)، هي قصة بحار عن ابحر إلى المنزل بعد أيام في البحر، كتبها سيغي بجارنز موسيقي أيسلندي وصياد سابق. تم تسجيل هذه النسخة وأُصدرت على قرص مضغوط مع فرقة تسمى فينغ من بلدة صيد صغيرة، فلاتيري، في إقليم المضايق الآيسلندية.